# Universidade Federal do Triângulo Mineiro
Universidade Federal do Triângulo Mineiro (UFTM) é uma instituição pública que se localiza nas cidades de Uberaba e Iturama, ambas localizadas no estado de Minas Gerais. Antes sob o nome de FMTM (Faculdade de Medicina do Triângulo Mineiro) a faculdade localizada em Uberaba foi transformada no ano de 2005 em Universidade em decreto do governo federal. O campus universitário de Iturama foi inaugurado no dia 13 de fevereiro de 2015 e conta com os cursos de: Ciências Biológicas, Química e Agronomia.
Os cursos da UFTM-Uberaba atualmente ministrados são: Agronomia, Biomedicina, Ciências Biológicas, Educação do Campo. Educação Física, Enfermagem, Física, Fisioterapia, Geografia, História,  Letras, Matemática, Medicina, Nutrição, Psicologia, Química, Serviço Social, Terapia Ocupacional, Engenharia Civil,  Engenharia Ambiental, Engenharia de Alimentos, Engenharia de Produção, Engenharia Elétrica, Engenharia Mecânica, Engenharia Química.

## Apresentação
A Universidade Federal do Triângulo Mineiro é uma Instituição Federal de Ensino Superior, constituída sob a forma de Autarquia em Regime Especial, vinculada ao Ministério da Educação. Foi fundada no dia 27 de abril de 1953 com o nome de Faculdade de Medicina do Triângulo Mineiro. Após anos de sucesso e reconhecimento nacional e internacional na formação de Médicos a FMTM serviu de base para a criação dos cursos de Enfermagem e Biomedicina e posteriormente na criação da UFTM. Tem sede na Rua Frei Paulino nº 30 – Bairro Abadia, em Uberaba-MG.
A UFTM possui uma área total de 108.889,41m² (imóveis próprios), sendo 27.494,44m² a do Hospital de Clínicas da UFTM.
A Universidade desempenha uma função de liderança na região do Triângulo Mineiro e hoje vê sua área de influência ampliada, estendendo-se até o interior de São Paulo, Goiás, Mato Grosso e Mato Grosso do Sul.
O ensino ministrado pela UFTM tem sido reconhecido como de qualidade, em decorrência do seu amadurecimento científico, da progressiva qualificação do seu corpo docente, dos investimentos em pesquisa e das atividades de extensão voltadas para o atendimento das necessidades e aspirações da comunidade local e da região.
Sempre houve, na UFTM, o crescente interesse de levar adiante a indissociabilidade do ensino, pesquisa e extensão, e nos seus 50 anos de existência a UFTM tem se destacado na área de pesquisa, com suas preocupações voltadas para a solução dos problemas locais e regionais. Nesse sentido, tem dedicado especial atenção à doença de Chagas, à Esquistossomose, à Leishmaniose e outras doenças tropicais comuns na região.

## Breve Histórico da UFTM
Tradicional no estudo de saúde, a Universidade Federal do Triângulo Mineiro, antiga Faculdade de Medicina do Triângulo Mineiro, foi fundada em 1953, obtendo autorização para o funcionamento do Curso de Medicina a partir de 1954.
Desde a sua fundação, desenvolveu-se nos aspectos quantitativo e qualitativo, criando e fazendo funcionar, a partir de 1989, o Curso de Graduação em Enfermagem, e a partir de 2000 o Curso de Graduação em Biomedicina, bacharelado. Em 2006, foram implantados os Cursos de Graduação em Fisioterapia, Nutrição, Terapia Ocupacional e Licenciatura em Letras Português/Espanhol e Português/Inglês. Em 2009, foram implantados os Cursos de Graduação em Ciências Biológicas, Educação Física, Física, Geografia, História, Matemática, Química, Serviço Social. Em 2010, foram implantados os cursos de Graduação em Engenharia Civil, Engenharia Ambiental, Engenharia de Alimentos, Engenharia de Produção, Engenharia Elétrica, Engenharia Mecânica, Engenharia Química.
A Universidade Federal do Triângulo Mineiro oferece, em nível de Pós-graduação Lato Sensu dezenove Programas de Residência médica em diversas especialidades e dois cursos de Especialização. Em nível de Pós-graduação Strito Sensu, criou em 1987, o curso de Pós-graduação Mestrado em Patologia humana e, hoje, oferece Mestrado e Doutorado em Patologia (com 05 áreas de concentração) e em Medicina tropical e Infectologia (com 02 áreas de concentração).
Desde 1987, é oferecido o Curso de Aperfeiçoamento em Medicina Tropical com 10 vagas anuais, onde são recebidos alunos de toda a América Latina.
Em função da alta demanda e buscando a concretização da sua proposta de ampliação das atividades de ensino na área de saúde, em 1990 a UFTM obteve autorização para criar o Cefores - Centro de Formação Especial em Saúde, com o objetivo de formar técnicos para atuar nos serviços de saúde, oferecendo atualmente cinco cursos técnicos.

### Fatos cronológicos
1953 – Fundação - autorização para funcionar o Curso de Graduação em Medicina
1960 – Federalização
1972 - Início oficial da Pós-graduação lato sensu
1980 - Início oficial da Residência Médica
1982 – Inauguração do Hospital Escola
1987 – Início da Pós-graduação stricto sensu
1989 – Criação do Curso de Graduação em Enfermagem
1990 – Implantação do CEFORES, Centro de Formação Especial em Saúde
1999 - Criação do Curso de Graduação em Biomedicina
2005 – Transformação em Universidade Federal do Triângulo Mineiro
2006 – Implantação de cinco novos cursos (Graduação em Fisioterapia, Nutrição, Terapia Ocupacional e Licenciatura em Letras - Português / Espanhol e Português / Inglês)
2008 - Implantação do curso de Graduação em Psicologia
2009 - Implantação de oito novos cursos (Graduação em  Educação Física, Serviço Social e Licenciaturas em Ciências Biológicas, Física, Química, Matemática, Geografia e História)
2010 - Implantação de sete novos cursos (Graduação em Engenharia Civil, Engenharia Ambiental, Engenharia de Alimentos, Engenharia de Produção, Engenharia Elétrica, Engenharia Mecânica, Engenharia Química)
2012 - Implantação do curso interdisciplinar de Educação do Campo
Dados retirados do sítio da instituição: http://www.uftm.edu.br/

## Cursos oferecidos
A UFTM oferece cursos de graduação, pós-graduação lato e stricto sensu (Residência Médica, Residência Integrada Multiprofissional em Saúde, Mestrado Acadêmico, Mestrado Profissional e Doutorado), cursos técnicos e de formação profissional, cursos de extensão e organiza diversos eventos. As bibliotecas da UFTM estão disponíveis para empréstimos de livros para toda a comunidade interna da UFTM e à comunidade externa (até 15 usuários da comunidade externa simultaneamente).
GRADUAÇÃO - CAMPI UBERABA
A UFTM disponibilizou no ano de 2012, 1.354 vagas nos 25 cursos de graduação:
- Biomedicina
- Ciências Biológicas - Licenciatura
- Educação do Campo - Licenciatura
- Educação Física - Bacharelado
- Enfermagem
- Engenharia Ambiental
- Engenharia Civil
- Engenharia de Alimentos
- Engenharia de Produção
- Engenharia Elétrica
- Engenharia Mecânica
- Engenharia Química
- Física - Licenciatura
- Fisioterapia
- Geografia - Licenciatura
- História - Licenciatura
- Letras - Hab. Português/Inglês
- Letras - Hab. Português/Espanhol
- Matemática - Licenciatura
- Medicina
- Nutrição
- Psicologia
- Química - Licenciatura
- Serviço Social
- Terapia Ocupacional

GRADUAÇÃO - CAMPUS ITURAMA
- Agronomia
- Ciências Biológicas - Licenciatura
- Química - Licenciatura

## Órgãos estudantis
O Movimento Estudantil – ME, é o espaço onde o corpo discente se organiza para lutar por melhorias na oferta do serviço público de educação com qualidade, de forma laica, para todos e demandas populares, ou seja, socialmente referenciada. Por isso o ME é um movimento social que se articula também com outros movimentos sociais, de luta pela democratização da terra, por habitação, sindicatos, feministas, movimentos LGBTs, entre outros.
O ME se estrutura por dois tipos de órgãos/entidades, as gerais, que são o DCE – Diretório Central de Estudantes que representam todos estudantes de uma universidade/faculdade e as Executivas de curso, que representam todos os estudantes de um só curso em âmbito nacional. O segundo tipo de entidades são as de base, os Centros Acadêmicos – CAs, que representam os estudantes de um só curso e os Diretórios Acadêmicos – DAs, que representam estudantes de um mesmo instituto ou cursos afins ou estudantes de um mesmo curso que possua alguma variação estrutural, como por exemplo Letras/Inglês Letras/Espanhol, ou ainda um curso que tenha turmas em um período do dia, e outras turmas em outro período do dia, diurno e noturno.
O DCE da UFTM está na sua quinta gestão, dirige o ME da UFTM no sentido de evidenciar os conflitos que permeiam a construção desta universidade no que diz respeito às contradições dos interesses ruralistas e corporativistas de uma terra conservadora e coronelista como Uberaba e o Triângulo Mineiro, frente à luta pela democratização e socialização do espaço acadêmico universitário.
O DCE elabora pautas e políticas para os órgãos de base do ME da UFTM e contribui com aluta dos estudantes brasileiros por uma educação popular para todos.
O Diretório Central de Estudantes da UFTM, doravante Diretório Central de Estudantes Walkiria Afonso Costa (DCE - WAC) é a entidade máxima de representação dos estudantes da Universidade Federal do Triangulo Mineiro. Uma associação civil sem fins lucrativos, de duração indeterminada, sem filiação político-partidária ou religiosa, livre e independente dos órgãos públicos e governamentais. São membros do DCE todos os estudantes matriculados regularmente nos cursos de graduação, técnico e pós-graduação  da universidade. A diretoria é eleita anualmente. Sua sede fica na Rua Capitão Domingos, 12, bairro Abadia, Uberaba.

## Campi
Atualmente a UFTM conta com campi nas cidades de Uberaba e Iturama, ambas no Triângulo Mineiro. Em Uberaba: Centro Educacional da UFTM - CE, Centro Educacional e Administrativo da UFTM - CEA, Campus I Manoel Terra, Unidade I Univerdecidade, Unidade II Univerdecidade, Unidade III Univerdecidade, Hospital de Clínicas da UFTM - HC (Hospital Escola), Centro Científico e Cultural do bairro de Peirópolis - CCCP e unidade educacional no Shopping Center Urbano Salomão, além de diversos laboratórios, projetos, prédios anexos e cinema externos aos campi. Em Iturama: Campus Universitário de Iturama.

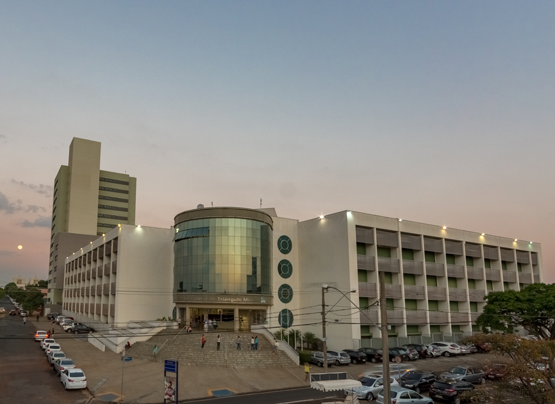
Fachada do Centro Educacional

### Centro Educacional
O CE/UFTM, localizado à Av. Getúlio Guaritá, 159 , Abadia, Uberaba - MG, possui salas de aula e laboratórios. Mais dois prédios estão sendo construídos em anexo, nos quais serão abrigados, além de salas de aulas e laboratórios, restaurante universitário, lanchonete, anfiteatro, coordenações departamentais e institucionais e diretórios acadêmicos. A Pró-Reitoria de Assuntos Comunitários e Estudantis da UFTM - ProACE/UFTM está no 2° andar do CE/UFTM.

### CENTRO EDUCACIONAL E ADMINISTRATIVO - CEA/UFTM
O CEA/UFTM, localizado à Av. Frei Paulino, 30, Abadia, Uberaba - MG, abriga a reitoria da universidade e as Pró-Reitorias de Pesquisa e Pós-Graduação - PROPPG/UFTM, de Extensão Universitária - Proext/UFTM, de Ensino - Proens/UFTM, de Administração - Proad/UFTM e de Planejamento - Proplan/UFTM. O complexo administrativo abriga dois anfiteatros, saguão para solenidades e a biblioteca central universitária.

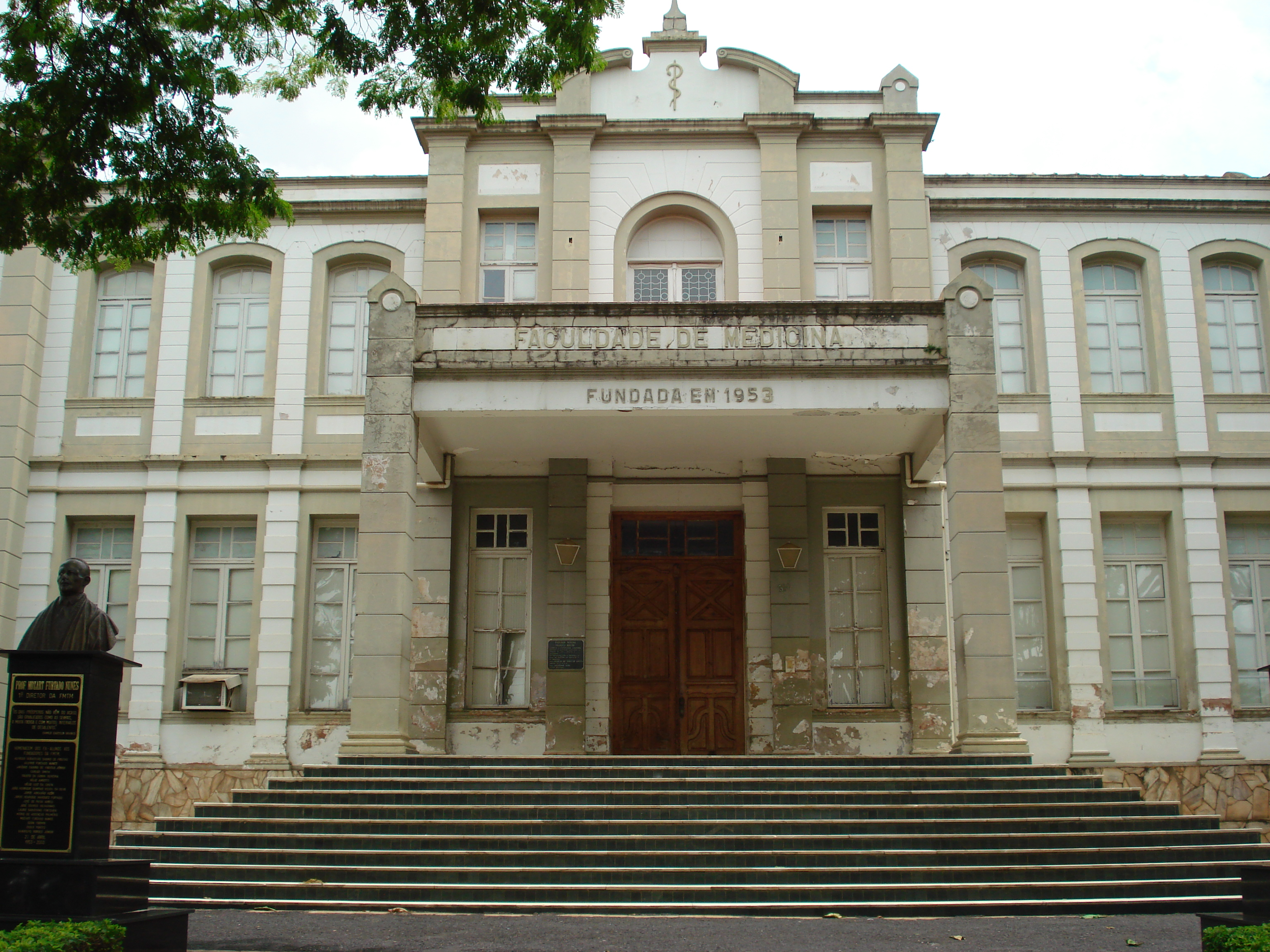
Campus Manuel Terra, primeiro prédio da instituição

### CAMPUS I - MANOEL TERRA
O Campus I, situado à Praça Manoel Terra, s/n, Centro, Uberaba - MG, é o primeiro prédio da UFTM. Sede da antiga FMTM, o edifício era até 1952 uma cadeia, quando em 1953 foi transformado na Faculdade de Medicina do Triângulo Mineiro. O campus possui salas de aula, laboratórios e necrotérios. Nele está abrigado a secretaria do Centro de Formação Profissional - Cefores/UFTM, a escola técnica da universidade, que conta com cursos técnicos em Análises Clínicas, Enfermagem, Farmácia, Informática, Nutrição, Radiologia, Saúde Bucal e Segurança do Trabalho, além de ofertar também o cursinho popular.

### COMPLEXO CIENTÍFICO-CULTURAL DE PEIRÓPOLIS - CCCP/UFTM
O CCCP/UFTM é uma unidade acadêmica rural que abriga laboratórios e museus relacionados à exploração de fósseis existente no sítio de escavações do bairro de Peirópolis, o maior da América Latina. Localizada à Rua Estanilau Collenghi, 194, Peirópolis, Uberaba - MG, o Complexo é aberto para visitação e para passeios turísticos e escolares. O bairro tem infraestrutura completa para recepção de visitantes e pesquisadores e é ligado à zona urbana por meio de uma linha de transporte coletivo para o Terminal Leste (linha I58 - Ponte Alta).

### UNIDADES UNIVERDECIDADE
As unidades no bairro Univerdecidade (Av. Dr. Randolfo Borges Júnior, 1250 e 1400, Uberaba - MG) abrigam doze cursos de graduação da UFTM. Formando uma cidade universitária, os três complexos prediais contam com salas de aulas, laboratórios, biblioteca setorial, anfiteatro, lanchonete, restaurante universitário e duas linhas internas de transporte coletivo, que ligam diretamente a UFTM ao Terminal Oeste (linha F15 - Distrito Industrial II e linha F17 - UFTM).

## Institutos
A UFTM conta com 5 institutos científicos para os campi de Uberaba:
| Instituto de Ciências da Saúde - ICS: - Biomedicina; - Educação Física; - Enfermagem; - Fisioterapia; - Medicina; - Nutrição; - Terapia Ocupacional. | Instituto de Ciências Exatas, Naturais e Educação - ICENE: - Ciências Biológicas; - Educação do Campo; - Física; - Matemática; - Química. | Instituto de Ciências Tecnológicas e Exatas - ICTE: - Engenharia Ambiental; - Engenharia Civil; - Engenharia de Alimentos; - Engenharia de Produção; - Engenharia Elétrica; - Engenharia Mecânica; - Engenharia Química. | Instituto de Educação, Letras, Artes, Ciências Humanas e Sociais - IELACHS: - Geografia; - História; - Letras - Português / Espanhol; - Letras - Português / Inglês; - Psicologia; - Serviço Social. | Instituto de Educação, Letras, Artes, Ciências Humanas e Sociais - IELACHS: - Geografia; - História; - Letras - Português / Espanhol; - Letras - Português / Inglês; - Psicologia; - Serviço Social. |

O Instituto de Ciências Biológicas e Naturais - ICBN compreende parte dos departamentos didático-científicos que fornecem professores para as disciplinas dos cursos de Biomedicina, Educação Física, Enfermagem, Fisioterapia, Medicina, Nutrição, Psicologia e Terapia Ocupacional, mas não engloba curso.

## Departamentos didático-científicos
A UFTM conta com 37 departamentos didático-científicos nos quais são lotados os docentes do magistério superior:
Departamentos didático-científicos do ICBN:
- Departamento de Biologia Estrutural;
- Departamento de Bioquímica, Fisiologia, Farmacologia e Biologia Molecular;
- Departamento de Microbiologia, Imunologia e Parasitologia;
- Departamento de Genética, Ecologia e Patologia Geral.

Departamentos didático-científicos do ICS:
- Departamento de Ciências do Esporte;
- Departamento de Clínica Médica;
- Departamento de Clínica Cirúrgica;
- Departamento de Enfermagem em Assistência Hospitalar;
- Departamento de Enfermagem em Educação e Saúde Comunitária;
- Departamento de Fisioterapia Aplicada;
- Departamento de Medicina Social;
- Departamento de Nutrição;
- Departamento de Terapia Ocupacional;
- Departamento Materno-Infantil.

Departamentos didático-científicos do ICENE:
- Departamento de Educação em Ciências, Matemática e Tecnologias;
- Departamento de Ciências Biológicas;
- Departamento de Física;
- Departamento de Matemática;
- Departamento de Química.

Departamentos didático-científicos do ICTE:
- Departamento de Engenharia Ambiental;
- Departamento de Engenharia Civil;
- Departamento de Engenharia de Alimentos;
- Departamento de Engenharia de Produção;
- Departamento de Engenharia Elétrica;
- Departamento de Engenharia Mecânica;
- Departamento de Engenharia Química;
- Departamento de Física Aplicada;
- Departamento de Matemática Aplicada.

Departamentos didático-científicos do IELACHS:
- Departamento de Educação;
- Departamento de Estudos Literários;
- Departamento de Filosofia e Ciências Sociais;
- Departamento de Geografia;
- Departamento de História;
- Departamento de Línguas Estrangeiras;
- Departamento de Linguística e Língua Portuguesa;
- Departamento de Psicologia;
- Departamento de Serviço Social.